# The Tomorrow People (serie televisiva 2013)
The Tomorrow People è una serie televisiva statunitense trasmessa durante la stagione televisiva 2013-2014 sulla rete televisiva The CW. In Italia è stata trasmessa su Italia 1 a partire dal 10 gennaio 2014. La serie è stata cancellata, a causa degli ascolti non soddisfacenti, dopo una sola stagione.
Ideata da Greg Berlanti, Phil Klemmer e Julie Plec, è un remake dell'omonima serie britannica per bambini del 1973, incentrata su un gruppo di persone che hanno sviluppato poteri sovrannaturali.

## Trama
I Tomorrow People sono degli esseri umani che, a seguito di un'evoluzione genetica, sviluppano poteri speciali (le cosiddette "Tre T": telepatia, teletrasporto e telecinesi). La serie segue le vicende di Stephen Jameson, un emergente neo-membro dei Tomorrow People. Suo padre, capo dello stesso gruppo, scomparve anni prima per dedicarsi alla ricerca di un posto sicuro dove vivere insieme alla sua specie per sfuggire alla persecuzione dell'ULTRA, un'organizzazione che mira alla loro distruzione per mezzo dei loro simili, al fine di salvaguardare la razza umana.

## Episodi
| Stagione       | Episodi | Prima TV USA | Prima TV Italia |
| -------------- | ------- | ------------ | --------------- |
| Prima stagione | 22      | 2013-2014    | 2014            |

## Personaggi e interpreti

### Personaggi principali
- Stephen Jameson, interpretato da Robbie Amell, doppiato da Andrea Mete.
Credendo all'inizio di soffrire di insonnia e problemi psichici, scoprirà di essere dotato di poteri paranormali. È figlio di Roger e nipote di Jedikiah. Viene introdotto da John ai Tomorrow People, che gli spiegano che potrebbe essere essenziale per trovare suo padre e salvare la loro specie. Credendo però che gli unici a poter sapere qualcosa siano gli agenti dell'Ultra, si unirà a quest'ultima come infiltrato dei Tomorrow People. Comincerà a provare qualcosa per Cara dopo un bacio datole per sfuggire agli uomini dell’ULTRA.
- John Young, interpretato da Luke Mitchell, doppiato da Emiliano Coltorti.
È il leader dei Tomorrow People nonché uno dei due sopravvissuti al progetto Ammex, che lo ha reso capace di uccidere, qualità che gli altri come lui non hanno. È stato un membro dell'ULTRA fin da bambino, quando Jedikiah lo portò via dal suo crudele padre affidatario, ma se ne andrà dopo la morte di Roger per difendere i Tomorrow People.
- Cara Coburn, interpretata da Peyton List, doppiata da Chiara Gioncardi.
Ragazza furba e forte, tanto che verrà scelta dai Tomorrow People come loro nuova leader. Fu cacciata di casa da giovane quando finì nei guai a causa dei suoi poteri per poi essere trovata da John che la introdusse al gruppo. Ha una relazione amorosa turbolenta con John, ma comincerà a provare qualcosa per Stephen.
- Russell Kwon, interpretato da Aaron Yoo, doppiato da Edoardo Stoppacciaro.
Ragazzo asiatico, dalla parlantina e dalla battuta facile, è membro dei Tomorrow People da quando se ne andò da casa. Agile quanto estroverso, va spesso in missioni rischiose per aiutare i suoi amici.
- Astrid Finch, interpretata da Madeleine Mantock, doppiata da Letizia Scifoni.
È da sempre la migliore amica di Stephen. I due litigheranno quando questa lo vede teletrasportarsi e il ragazzo negherà tutto, ma in seguito Stephen le dirà la verità sui suoi poteri. Questo però la metterà nel mirino dell'ULTRA finché Stephen non risolverà la situazione. Era segretamente innamorata di Stephen ma poi prova dei sentimenti per John (a cui salverà anche la vita).
- Jedikiah Price, interpretato da Mark Pellegrino, doppiato da Francesco Prando.
Fratello di Roger, col quale ha fondato l'ULTRA prima che degenerasse, ne è il dirigente. Apparentemente ignaro del doppiogioco di Stephen, si scoprirà che seguiva gli ordini del Fondatore solo in attesa di trovare il modo di salvare Roger. Ha una relazione con una mutante, Morgan. Scoprirà come acquisire poteri paranormali per diventare egli stesso un Homo Superior.

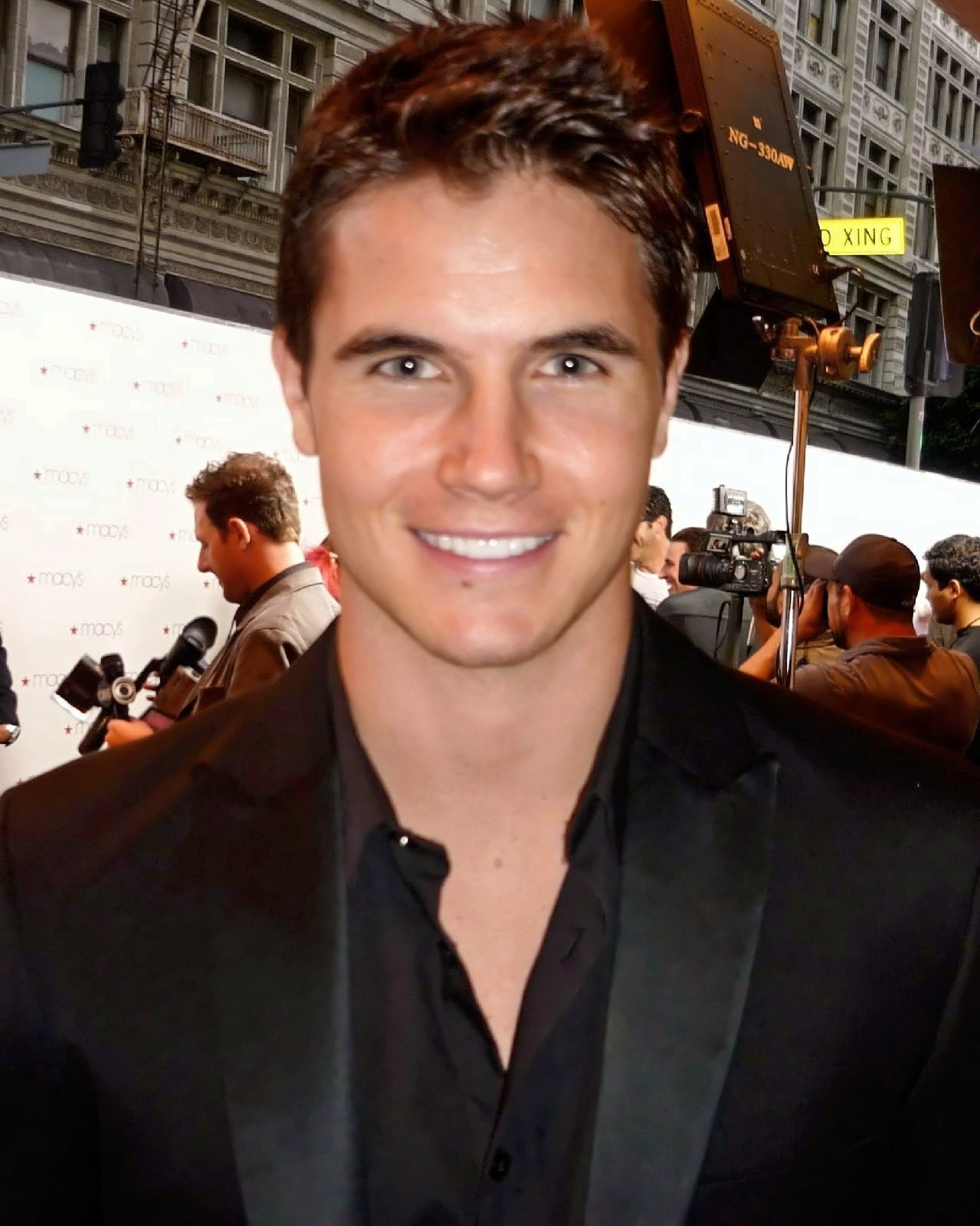
Robbie Amell interpreta Stephen Jameson.
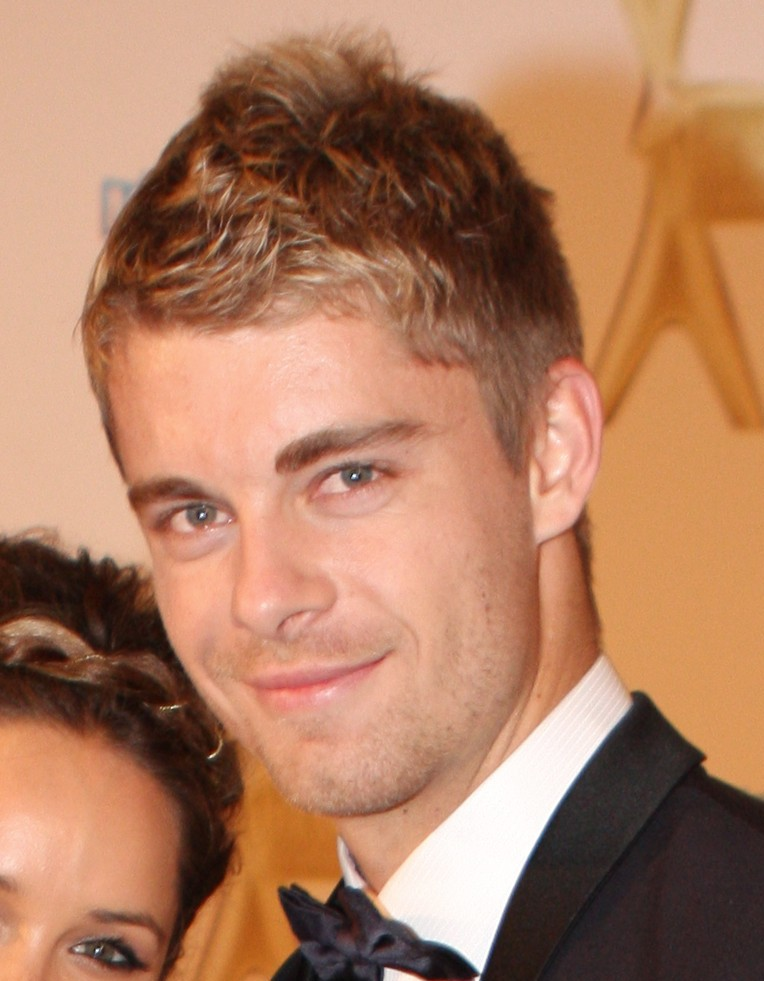
Luke Mitchell interpreta John Young.
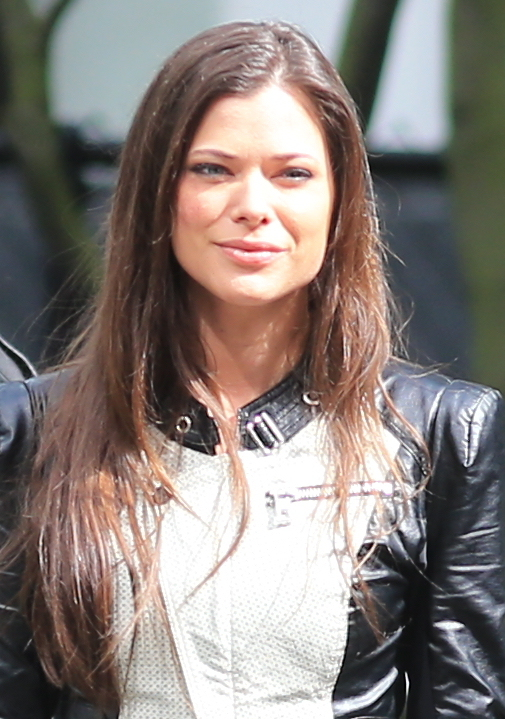
Peyton List interpreta Cara Coburn
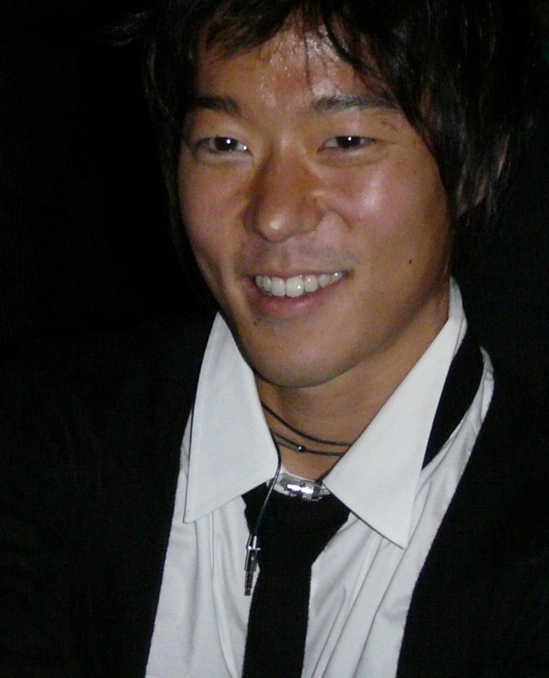
Aaron Yoo interpreta Russell Kwon.
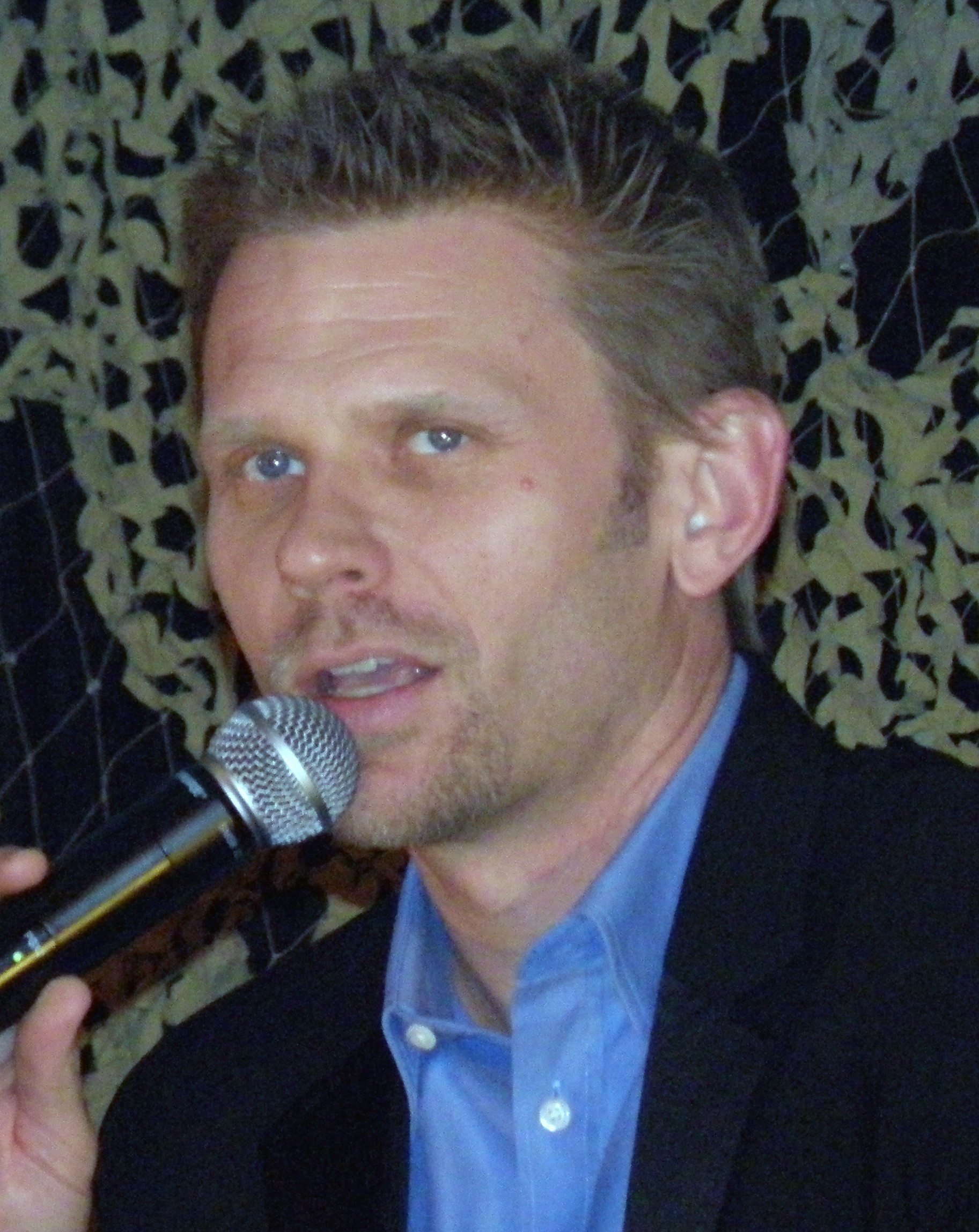
Mark Pellegrino interpreta Jedikiah Price.

### Personaggi ricorrenti
- Roger Price, interpretato da Jeffrey Pierce, doppiato da Fabio Boccanera.
Padre di Stephen e fondatore dei Tomorrow People, muore apparentemente per mano dell'ULTRA. Si scoprirà però che è ancora vivo, intrappolato nel limbo, e i Tomorrow People cercheranno di farlo tornare per salvare la loro specie.
- Hugh Bathory/Il Fondatore, interpretato da Simon Merrells, doppiato da Mario Cordova.
Insieme a Roger e Jedikiah iniziò a studiare i poteri paranormali per usarli al fine di rivoluzionare la vita dell'umanità. È uno dei primi in assoluto a sviluppare i poteri e ciò lo rende molto potente e temibile da parte dei Tomorrow People. Dopo la nascita dell'ULTRA, ne divenne uno dei capi. Ora è intenzionato a trovare Roger per usarlo come motore del Congegno, che vuole utilizzare per sterminare la razza umana.
- Marla Jameson, interpretata da Sarah Clarke, doppiata da Laura Boccanera.
È la madre di Stephen che si è presa cura di lui e Luca dopo la scomparsa di Roger. Si scoprirà che anche lei ha poteri paranormali, ma il marito ha tenuto l'ULTRA all'oscuro.
- Luca Jameson, interpretato da Jacob Kogan, doppiato da Alex Polidori.
È il fratello di Stephen che sembra non avere poteri paranormali.
- Darcy Nichols, interpretata da Meta Golding,doppiata da Laura Romano.
Viene assegnata dall'ULTRA come partner di Stephen. Da sempre fedele all'organizzazione, si sacrificherà quando un gruppo di agenti stavano per sparare a sua sorella, avendo quest'ultima poteri paranormali.
- TIM, interpretato da Dan Stevens (voce), doppiato da Alessio Cigliano.
È il supercomputer utilizzato dai Tomorrow People per cercare indizi sulla presenza di altri come loro.
- Killian McCrane, interpretato da Jason Dohring, doppiato da Marco Vivio.
Uno dei superstiti del progetto Ammex, che gli ha dato la capacità di uccidere, ma che lo ha trasformato in un pazzo omicida. Verrà ucciso da John.
- Hillary Cole, interpretata da Alexa Vega, doppiata da Perla Liberatori.
È la nuova partner di Stephen all'ULTRA. I due all'inizio saranno spesso in competizione, ma più avanti entreranno in buoni rapporti fino ad innamorarsi. Dopo aver tradito i Tomorrow People, facendo il doppio gioco col Fondatore, cercherà di redimersi tentando di uccidere quest'ultimo con una bomba.

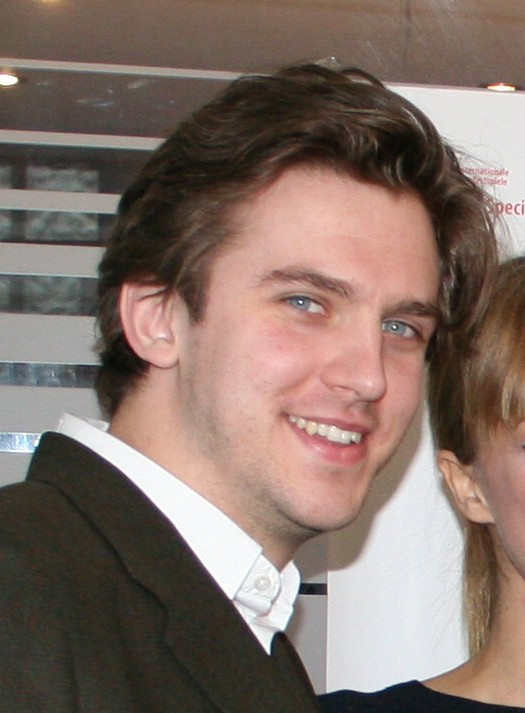
Dan Stevens doppia TIM.
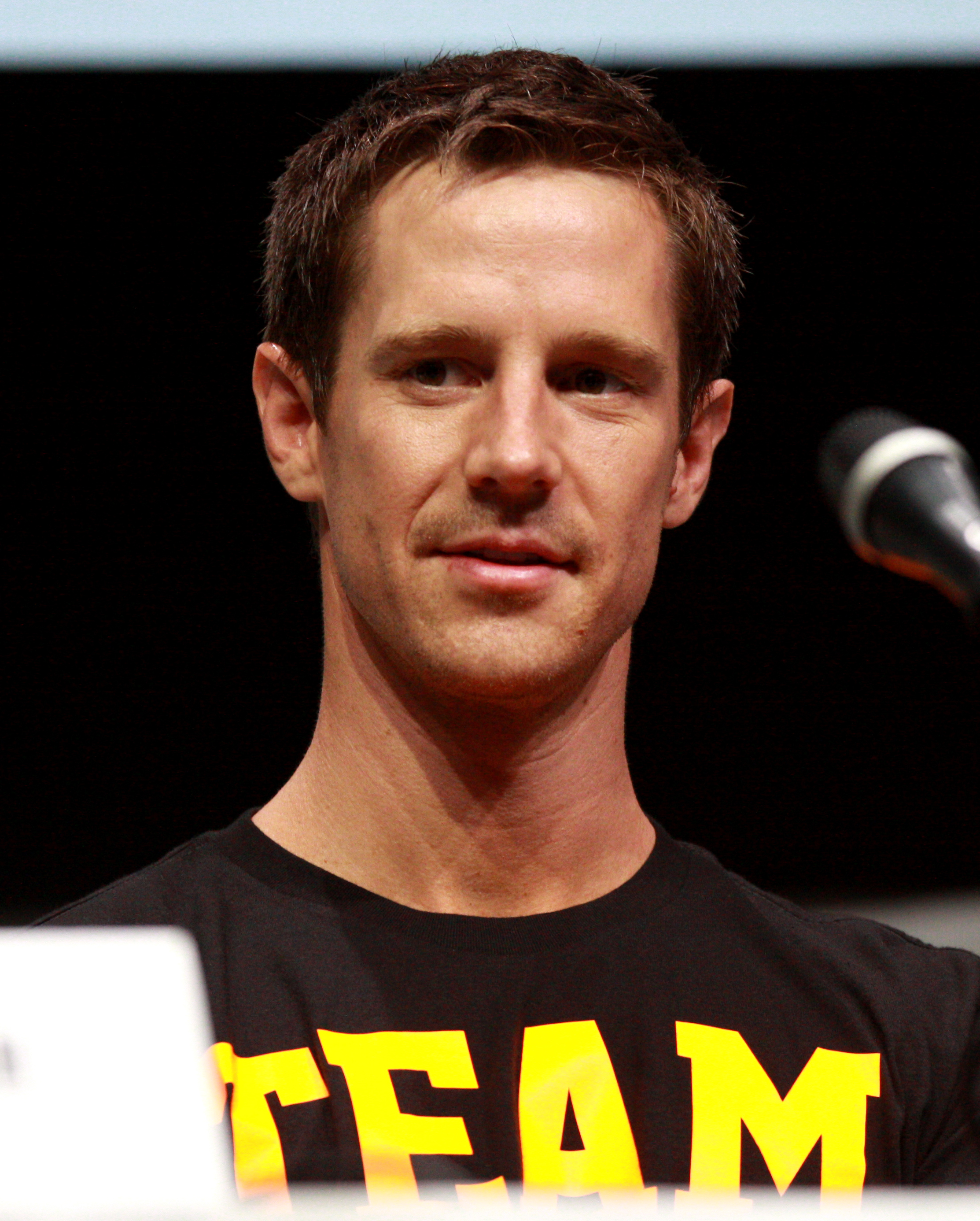
Jason Dohring interpreta Killian McCrane.
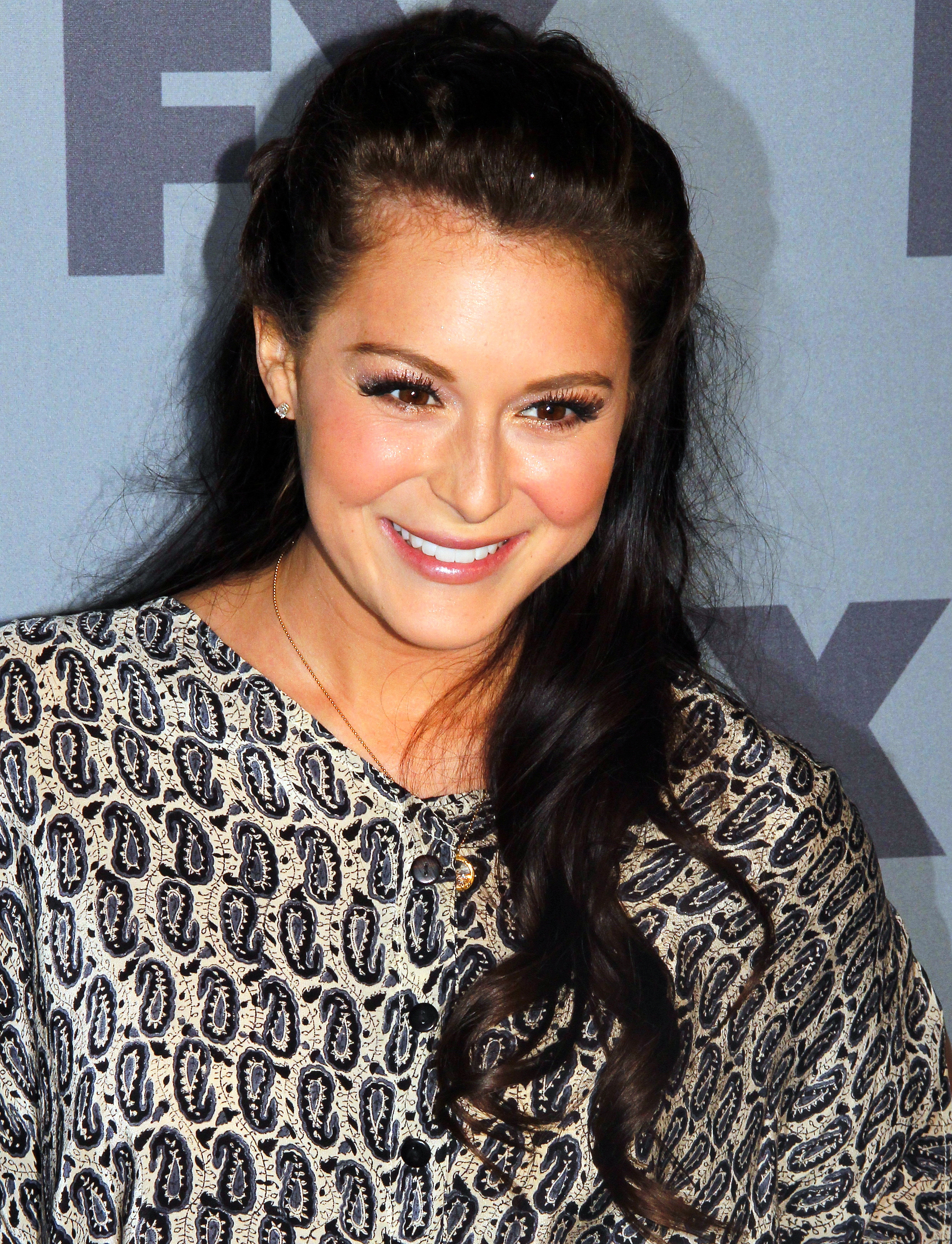
Alexa Vega interpreta Hillary Cole.

## Colonna sonora
Le musiche sono di vari artisti e vari periodi. Non è stato pubblicato un album con la colonna sonora ufficiale.
I brani utilizzati sono:
- The Death & Resurrection Show - Killing Joke (episodio 1)
- Fireball - Royal Bangs (episodio 2)
- Byegone - Volcano Choir (episodio 2)
- Dance the Night Away - The Cold Start (episodio 3)
- Divided Devotions - The Melismatics (episodio 3)
- Give It 2 U - Robin Thicke ft. Kendrick Lamar (episodio 3)
- Shake It - Metro Station (episodio 3)
- I Can't Wait - Echo Kings (episodio 4)
- All I Want For Christman is You- The Offspring (episodio 4)